# Birce Akalay
Birce Akalay (Istambul, 19 de junho de 1984), é atriz e empresária turca.
Akalay, que teve sua descoberta com um papel na série de TV Yer Gök Aşk como Havva, apareceu em várias séries de TV e filmes até hoje. Em 2017, foi escalada para a famosa peça 7 Kocalı Hürmüz, dirigida por Müjdat Gezen. Em 2020, ela teve um papel principal na famosa peça Keşanlı Ali Destanı e interpretou a personagem "Zilha". Ao mesmo tempo, ela continuou sua carreira na televisão com um papel principal na série Babil, da Star TV, que estreou em janeiro de 2020.

## Vida e carreira
Akalay nasceu em 19 de junho de 1984 em Istambul. Ela começou o balé aos quatro anos e se machucou aos dezesseis. Ela se formou no departamento de teatro da Pera Fine Arts High School em 2003. Ela então se matriculou na Universidade de Istambul com especialização em análise teatral, mas deixou a escola na terceira série para perseguir seu sonho de se tornar uma atriz de teatro. Ao completar vinte anos, ela perdeu a chance de ganhar uma vaga no conservatório estadual, mas em vez disso ganhou uma vaga no Conservatório da Universidade de Haliç para estudos de teatro e terminou seus estudos lá. A partir de 2020, ela é professora no departamento de teatro da Universidade Haliç, ministrando cursos de atuação. Em 2004, ela competiu no Miss Turquia e terminou em 3º lugar. Posteriormente, ela representou seu país no Miss Europa.
Em 2007, ela estreou na televisão com um papel coadjuvante na série de sucesso Asi. Ela teve seu primeiro papel cinematográfico no mesmo ano com um papel no filme Son Ders: Aşk ve Üniversite. Ela conseguiu seu primeiro papel principal na televisão com a série Kader, interpretando a personagem Lamia, e foi então escalada para a série Senin Uğruna no mesmo ano.
Depois de desempenhar papéis coadjuvantes em Alayına İsyan e Kış Masalı em 2009, sua descoberta veio com seu papel como Havva na série de 2010 Yer Gök Aşk, que foi bem recebida pela crítica e fãs.
Em 2013, ela interpretou Ayhan Aydan na série histórica Ben onu Çok Sevdim baseada na vida do primeiro-ministro da Turquia Adnan Menderes.
Ela continuou sua carreira na TV com papéis na série infantil Küçük Ağa (2014–2015), rom-com Evli ve Angry (2015–2016), série juvenil Hayat Akşam Tatlıdır (2016–2017) e Black White Love (2017–2018). Depois de desempenhar um papel principal na série de TV Ağlama Anne no final de 2018, ela não apareceu em nenhuma produção por 1 ano.
Entretanto, começou a lecionar como professora no Departamento de Teatro da Universidade de Haliç e participou no programa de música Benimle Söyle como jurada principal. Em janeiro de 2020, ela começou a interpretar İlay na série Babil da Star TV. Akalay também continuou sua carreira no palco e em 2020 apareceu como "Zilha" na peça Keşanlı Ali Destanı. Seu primo, Barış Murat Yağcı, também é ator.
Em 2022, Birce Akalay estrelou dois programas da Netflix, ela atuou como Lale Kıran em Kuş Uçuşu e como Önem Özülkü em Mezarlık. Essas duas séries foram os primeiros grandes projetos dela e com a ajuda do público global da Netflix a fama de Birce Akalay aumentou rapidamente e a 2ª e 3ª temporadas da série foram contratadas.

## Vida pessoal
Birce Akalay dedica-se a várias causas sociais. Além de meioambientalista, a atriz é defensora incansável dos direitos das mulheres e é Embaixadora da Bondade e Esperança da LÖSEV, instituição sem fins lucrativos dedicada a crianças com leucemia.

## Filmografia

### Filme
| Ano  | Título                      | Papel              | Notas              |
| ---- | --------------------------- | ------------------ | ------------------ |
| 2008 | Son Ders: Aşk ve Üniversite | Sevim              | Papel de apoio     |
| 2009 | Sizi Seviyorum              | Eda                | Papel de apoio     |
| 2009 | Nefes: Vatan Sağolsun       | Zeynep             | Papel de apoio     |
| 2013 | Re-Era                      | Scientist 1        | Curta metragem     |
| 2016 | Deliormanlı                 | Hülya              | Papel de liderança |
| 2024 | Zaferin Rengi               | Halide Edib Adıvar |                    |

### Web séries
| Ano           | Título                    | Papel       | Notas                       |
| ------------- | ------------------------- | ----------- | --------------------------- |
| 2021          | Dijital Sahne: Hırçın Kız | Kate        | Papel principal do episódio |
| 2022–presente | Kuş Uçuşu                 | Lale Kıran  | Papel de liderança          |
| 2022–presente | Mezarlık                  | Önem Özülkü | Papel de liderança          |

### Séries de TV
| Ano       | Título               | Papel             | Notas              |
| --------- | -------------------- | ----------------- | ------------------ |
| 2007      | Asi                  | Zeynep            | Papel de apoio     |
| 2007      | Kader                | Lamia             | Papel de liderança |
| 2007      | Senin Uğruna         | Özlem             | Papel de liderança |
| 2009      | Alayına İsyan        | Sevtap            | Papel de liderança |
| 2009      | Kış Masalı           | Zişan             | Papel de apoio     |
| 2010–2012 | Yer Gök Aşk          | Havva Karagül     | Papel de liderança |
| 2013      | Böyle Bitmesin       | Aylin             | Convidado          |
| 2013      | Ben Onu Çok Sevdim   | Ayhan Aydan       | Papel de liderança |
| 2014–2015 | Küçük Ağa            | Sinem Acar        | Papel de liderança |
| 2015–2016 | Evli ve Öfkeli       | Esra              | Papel de liderança |
| 2016–2017 | Hayat Bazen Tatlıdır | Hayat Sarıyaz     | Papel de liderança |
| 2017–2018 | Siyah Beyaz Aşk      | Aslı Çınar Aslan  | Papel de liderança |
| 2018      | Ağlama Anne          | Alev Fırıncıoğlu  | Papel de liderança |
| 2020      | Babil                | İlay Yücedağ      | Papel de liderança |
| 2021      | Son Yaz              | Sare Akay         | Papel de liderança |
| 2023      | Bir Derdim Var       | Dr. Nilüfer Toska | Papel de liderança |

### Programas de TV
| Ano       | Título                  | Notas                        |
| --------- | ----------------------- | ---------------------------- |
| 2004–2006 | Spor Gecesi             | Apresentadora                |
| 2005      | Şampiyonlar Ligi Finali | Apresentadora (versão turca) |
| 2005      | Şampiyonlar Ligi Özel   | Apresentadora                |
| 2006      | 8. Etap                 | Apresentadora                |
| 2009      | Sinema Dünyası          | Apresentadora                |
| 2019      | Benimle Söyle           | Juiza                        |

### Comerciais
| Ano  | Empresa/Produto                | Notas             |
| ---- | ------------------------------ | ----------------- |
| 2014 | Johnson & Johnson              |                   |
| 2014 | Orkid                          |                   |
| 2014 | Algida                         | Campanha de verão |
| 2021 | Şölen Boombastic Fantastik Bar | Como uma narração |
| 2022 | Lancôme                        | Cara publicitária |
| 2022 | Neutrogena                     | Cara da marca     |
| 2022 | Dagi                           | Cara da marca     |
| 2023 | Versace                        | Cara publicitária |
| 2023 | Jack Daniel's                  | Cara da marca     |

## Teatro
| Ano       | Título                  | Papel                   | Escritor            | Diretor       | Notas |
| --------- | ----------------------- | ----------------------- | ------------------- | ------------- | ----- |
| 2017–2019 | Yedi Kocalı Hürmüz      | Hürmüz                  | Sadık Şendil        | Müjdat Gezen  |       |
| 2020      | Keşanlı Ali Destanı     | Zilha                   | Haldun Taner        | Yücel Erten   |       |
| 2021      | The Taming of the Shrew | Katherina (Kate) Minola | William Shakespeare | İbrahim Çiçek |       |

## Prêmios e indicações
| Ano  | Prêmio                                                    | Categoria                          | Trabalho           | Resultado | Ref.   |
| ---- | --------------------------------------------------------- | ---------------------------------- | ------------------ | --------- | ------ |
| 2017 | Barrier-Free Life Foundation 8th Bests of the Year Awards | Best Theatre Actress               | Yedi Kocalı Hürmüz | Venceu    | [ 14 ] |
| 2018 | 9th Karadeniz Technical University (KTÜ) Media Awards     | Best Actress                       | Siyah Beyaz Aşk    | Venceu    |        |
| 2018 | Istanbul University 1453 Awards                           | Best Actress of the Year           | Siyah Beyaz Aşk    | Venceu    |        |
| 2018 | 2nd Bosphorus Awards                                      | Most Successful Actress            | Siyah Beyaz Aşk    | Venceu    |        |
| 2018 | 45th Golden Butterfly Awards                              | Best Actress                       | Siyah Beyaz Aşk    | Indicado  | [ 15 ] |
| 2019 | Okan University Bests of the Year Awards                  | Best TV Actress                    | Ağlama Anne        | Venceu    | [ 16 ] |
| 2019 | 2nd Best of Rumeli Awards                                 | Best Actress                       |                    | Venceu    | [ 17 ] |
| 2020 | 3rd International İzmir Artemis Film Festival             | Best Actress (TV series)           | Babil              | Indicado  |        |
| 2021 | We Asked the Students Project Awards                      | Best Actress                       | Babil              | Venceu    |        |
| 2022 | 6th Distinctive International Arab Festivals Awards       | International Actress of the Year  | Kuş Uçuşu Mezarlık | Venceu    | [ 18 ] |
| 2024 | Ayaklı Gazete Ödülleri                                    | En İyi Dijital Dizi Kadın Oyuncusu | Kuş Uçuşu          | Venceu    | [ 19 ] |